# تشان بيري
تشان بيري (بالإنجليزية: Chan Perry)‏ هو لاعب كرة قاعدة أمريكي، ولد في 13 سبتمبر 1972 في لايف أوك في الولايات المتحدة.

## وصلات خارجية
- تشان بيري على موقعبيزبول رفرنس.كوم (الدوري الرئيسي) (الإنجليزية)
- تشان بيري على موقعبيزبول رفرنس.كوم (الدوري الثانوي) (الإنجليزية)